# 145e Rue
La 145e Rue (145th Street) est une importante rue transversale de New York. 

## Situation et accès
Située dans le quartier de Harlem dans l'arrondissement de Manhattan à New York, la 145e Rue débute du côté ouest sur la route Henry Hudson Parkway, elle traverse : l'avenue Riverside Drive, l'avenue Broadway, l'Amsterdam Avenue, Convent Avenue et Saint Nicholas Avenue. La rue passe l'avenue Edgecombe et l'avenue Bradhurst, là où la 145e Rue forme la frontière sud du parc Jackie Robinson. La rue continue, traversant le boulevard Frederick Douglass, le boulevard Adam Clayton Powell et l'avenue Lenox, avant de traverser la Harlem River Drive, puis de se connecter au Bronx sur la Harlem River via le pont de la 145e Rue.
Le Bx19 traverse la 145e Rue de bout en bout, en commençant par une boucle dans le Riverbank State Park et en revenant au Bronx en passant par le pont de la 145e rue jusqu'au Jardin botanique de New York. Elle est notamment desservie par les stations 145th Street (IRT) (desservie par la ligne 3) et 145th Street (desservie par les lignes A, B, C et D) du métro de New York.

## Origine du nom
La 145e Rue, tire son nom tout simplement de sa position dans le plan en damier de Manhattan établi en 1811. 
Le chiffre « 145 » indique sa position dans la grille est-ouest, entre la 144e et la 146e Rue.

## Historique
C'est l'une des 15 rues transversales tracées dans le plan du Commissioners' Plan de 1811 qui a établi le quadrillage des rues numérotées à Manhattan. Elle forme la frontière sud du quartier de Sugar Hill à Harlem.